# Ugarana
El Ugarana (en francés: Nivelle, en euskera: Urdazuri) es un río franco-español que discurre por el norte de Navarra y el departamento de Pirineos Atlánticos, en Francia. Fluye por Saint-Pée-sur-Nivelle, Ascain, antes de desembocar en el golfo de Vizcaya en la bahía de San Juan de Luz.

## Descripción
El Ugarana nace en el Pirineo navarro, en la cuenca de Urdax y Zugarramurdi. Surge del conjunto de numerosos arroyos y regatas como la regata Olabidea que nace en la cumbre del Alcurrunz (933  m) y durante 9 km, recibe las regatas Salabarricoturria, Iriantea y Ochogorroa, o como la regata Otsondo, que aporta las aguas procedentes del Puerto de Otsondo (573 m). Ambas regatas confluyen en Urdax forman luego el Ugarana que corre hasta Dancharinea, cambia de nombre por Nivelle. 
En esta parte española, tiene una longitud de 10 km, desde las cabeceras mencionadas donde nace hasta Dancharinea. En ese espacio su cuenca drena una superficie de 40 km² atravesando los términos municipales de Echalar, Baztán y Urdax.
Otros afluentes son el Olabide, Artxuri, Urdazuri y el arroyo de Larrún.
Tras entra en Labort pasa por Ainhoa y Saint-Pée-sur-Nivelle donde se le une el río de Sare y después se le une el Ascain. Desemboca en el mar Cantábrico entre San Juan de Luz y Ciboure.

## Localidades atravesadas
Los términos municipales atravesadas en los dos países son:
- Comunidad Foral de Navarra (España): Echalar, Baztán, Urdax;
- Pirineos Atlánticos (Francia): Ainhoa, Saint-Pée-sur-Nivelle, Ascain, Ciboure, San Juan de Luz.

## Hidrología

### En Saint-Pée-sur-Nivelle
El Ugarana ha sido objeto de seguimiento hidrológico desde 1969 en la estación S5144010 de Saint-Pée-sur-Nivelle, para una cuenca de 138 km², o el 49% de la cuenca total de 279  km², y 25 m de altitud.
Su caudal medio es de 4,96 m³, resultado de un estudio llevado a cabo durante 46 años, desde 1969 hasta 2014.